# Ароматична сигналізація
Ароматична сигналізація (рос. ароматическая сигнализация, англ. aromatic signalling, нім. aromatische Signalisierung (Signalgebung)) — вид аварійного оповіщення, в якому носієм інформації є пахучі речовини (одоранти), які вводяться у свіжий вентиляційний струмінь або у мережу подачі стиснутого повітря у шахту. Інша назва — меркаптанова сигналізація.